# Aliança de Forces Nacionals Iraquianes
Aliança de Forces Nacionals Iraquianes fou una coalició iraquiana d'oposició al règim de Saddam Hussein, formada el 2002 per diversos partits polítics iraquians per enderrocar al dictador sense intervenció exterior. Inicialment incloïa a:
- Partit Comunista Iraquià
- Partit al-Dawah
- Partit Àrab Socialista Baat - Comandament de l'Iraq.

L'aliança es va oposar a la intervenció americana i no va participar en les reunions preparatòries dels americans amb l'oposició abans de la invasió. Posteriorment el juny del 2002 s'hi van afegir:
- Grup Mujahidin Ulama de l'Iraq
- Partit islàmic de l'Iraq
- Tribus Shaykh Takleef Muhammad al-Munshid i Shaykh Talib Harbi al-Muz'il
- Unió Islàmica Turcmana
- Partit Socialista de l'Iraq
- Partit Democràtic Turcman
- Moviment Socialista Àrab.